# Welcome to the Zoo
Welcome to the Zoo – debiutancki album amerykańskiego rapera Gorilla Zoe. Został wydany 25 września 2007 roku. Gościnnie występują Yung Joc, Boyz n da Hood, D. Woods czy Big Gee.

## Lista utworów
1. "Do Something" 4:40
2. "Hood Nigga" 3:20
3. "Money Man" 4:08
4. "Tryna Make a Jug" (Feat. Big Gee) 4:10
5. "Crack Muzik (This That Muzik)" (Feat. Jody Breeze) 4:36
6. "BattleField" (Feat. Block & Big Gee) 3:55
7. "Take Your Shoes Off" (Feat. Yung Joc) 4:25
8. "I Know" 4:47
9. "Count On Me" (Feat. Jody Breeze & JC) 4:04
10. "Real Muthafucker" (Feat. Boyz n da Hood) 5:04
11. "Juice Box" (Feat. Yung Joc) 4:09
12. "Money Up" 3:37
13. "You Don't Know Me" (Feat. D. Woods) 3:28
14. "Lil' Shawty" 4:09
15. "Last Time I Checked" 4:16

## Notowania
| Notowanie (2009)                      | Najwyższa pozycja |
| ------------------------------------- | ----------------- |
| U.S. Billboard 200                    | 18                |
| U.S. Billboard Top R&B/Hip-Hop Albums | 8                 |
| U.S. Billboard Top Rap Albums         | 3                 |